# 盧姆氏鱒
盧姆氏鱒，為輻鰭魚綱鮭形目鮭科的一種，為溫帶淡水魚，分佈於歐洲馬其頓及阿爾巴尼亞奧赫里德湖流域，體長可達38公分，棲息在底層水域，生活習性不明。